# Уругвай на летних Олимпийских играх 1988
Уругвай принимал участие в Летних Олимпийских играх 1988 года в Сеуле (Республика Корея) в четырнадцатый раз за свою историю, но не завоевал ни одной медали. Сборную страны представляла одна женщина.

## Результаты соревнований

### Академическая гребля
В следующий раунд из каждого заезда проходили несколько лучших экипажей (в зависимости от дисциплины). В финал A выходили 6 сильнейших экипажей, ещё 6 экипажей, выбывших в полуфинале, распределяли места в малом финале B.
Мужчины
| Соревнование | Спортсмены  | Предварительный заезд | Предварительный заезд | Предварительный заезд | Отборочный заезд | Отборочный заезд | Отборочный заезд | Полуфинал | Полуфинал | Полуфинал | Финал   | Финал   | Итоговое место |
| Соревнование | Спортсмены  | Заезд                 | Время                 | Место                 | Заезд            | Время            | Место            | Заезд     | Время     | Место     | Время   | Место   | Итоговое место |
| ------------ | ----------- | --------------------- | --------------------- | --------------------- | ---------------- | ---------------- | ---------------- | --------- | --------- | --------- | ------- | ------- | -------------- |
| одиночки     | Хесус Поссе | 2                     | 7:37,92               | 2                     | 3                | 7:17,43          | 2 Q              | 1         | 7:27,43   | 4         | Финал B | Финал B | 11             |
| одиночки     | Хесус Поссе | 2                     | 7:37,92               | 2                     | 3                | 7:17,43          | 2 Q              | 1         | 7:27,43   | 4         | 7:44,18 | 5       | 11             |

### Лёгкая атлетика
Женщины
Беговые дисциплины
| Дисциплина        | Спортсмен        | Предварительный раунд | Предварительный раунд | Предварительный раунд | Четвертьфиналы        | Четвертьфиналы        | Четвертьфиналы        | Полуфиналы            | Полуфиналы            | Полуфиналы            | Финал                 | Финал                 |
| Дисциплина        | Спортсмен        | Забег                 | Время                 | Место                 | Забег                 | Время                 | Место                 | Забег                 | Время                 | Место                 | Время                 | Место                 |
| ----------------- | ---------------- | --------------------- | --------------------- | --------------------- | --------------------- | --------------------- | --------------------- | --------------------- | --------------------- | --------------------- | --------------------- | --------------------- |
| бег на 100 метров | Клаудия Асеренса | 5                     | 12,11                 | 7                     | завершила выступление | завершила выступление | завершила выступление | завершила выступление | завершила выступление | завершила выступление | завершила выступление | завершила выступление |
| бег на 200 метров | Клаудия Асеренса | 7                     | 24,46                 | 6                     | завершила выступление | завершила выступление | завершила выступление | завершила выступление | завершила выступление | завершила выступление | завершила выступление | завершила выступление |